# Todd Boehly
Todd Lawrence Boehly, né le 20 septembre 1973 aux États-Unis, est un homme d'affaires et investisseur américain. Parmi plusieurs activités liées à l'investissement, il est notamment copropriétaire et président du club londonien Chelsea via le consortium BlueCo. 

## Biographie
Todd Lawrence Boehly naît aux États-Unis dans la famille de l'ingénieur en mécanique Lawrence Boehly et Carol Bartz. Ses grands-parents paternels, Henry et Erna, immigrent d'Allemagne à New York dans les années 1920, puis déménagent en Virginie après la naissance de leur fils, le père de Todd. Todd Boehly a une sœur, Mandi, qui réside dans le Connecticut.

### Carrière
Il devient copropriétaire, président et directeur général d'Eldridge Industries (en)[Quand ?], une société d'investissements dont le siège social se situe à Greenwich, dans le Connecticut.
Il est le directeur général par intérim de la Hollywood Foreign Press Association.
Depuis 2022, il est copropriétaire et président du club de football anglais de Chelsea via le consortium BlueCo. Le 22 juin 2023, un accord est trouvé pour que BlueCo devienne également propriétaire du RC Strasbourg, club de football français évoluant en Ligue 1,,.

## Vie privée
Todd Boehly se marie à Katie Boehly (née Katherine Terrell Garrett) le 6 septembre 1998 à Evelynton (en), en Virginie. Le couple a trois fils : Nick, Zach et Clay. Leurs enfants ont tous fréquenté l'école privée Brunswick School (en), dans le Connecticut, où la famille Boehly aurait sa résidence principale.